# Хомотопија
У топологији, две непрекидне функције које пресликавају један тополошки простор у други се називају хомотопним (грчки хомос = исти и топос = место) ако једна од њих може бити непрекидно деформисана у другу- Таква деформација се назива хомотопија. Појам хомотопије је основа за дефинисање група хомотопије и група кохомотопије, инваријанти у алгебарској топологији.

## Формална дефиниција
Формално, две непрекидне функције f и g које сликају 
тополошки простор X у тополошки простор Y су хомотопне уколико постоји непрекидна функција  тако да је за све тачке x из X, важи H(x,0)=f(x)
и 
Ако посматрамо други параметар H као време, онда H описује непрекидну трансформацију функције f у g: у тренутку 0 имамо функцију f, а у тренутку 1 имамо функцију g.

### Својства
Хомотопија је релација еквиваленције на скупу свих непрекидних функција из X у Y. 
Ова релација је у складу са композицијом функција : ако су  хомотопне, и , онда су и  и  такође хомотопне.

## Примери
- Ако је {\displaystyle f,g:\mathbb {R} \to \mathbb {R} ^{2}} дато са {\displaystyle f(x):=\left(x,x^{3}\right)} и {\displaystyle g(x)=\left(x,e^{x}\right)}, онда је мапа {\displaystyle H:\mathbb {R} \times [0,1]\to \mathbb {R} ^{2}} дата са {\displaystyle H(x,t)=\left(x,(1-t)x^{3}+te^{x}\right)} хомотопија између њих.
- Уопштеније, ако је {\displaystyle C\subseteq \mathbb {R} ^{n}} конвексан подскуп Еуклидовог простора и {\displaystyle f,g:[0,1]\to C} су путање са истим крајњим тачкама, онда постоји линеарна хомотопија[7] (или праволинијска хомотопија) дата са
{\displaystyle {\begin{aligned}H:[0,1]\times [0,1]&\longrightarrow C\\(s,t)&\longmapsto (1-t)f(s)+tg(s).\end{aligned}}}
- Нека је {\displaystyle \operatorname {id} _{B^{n}}:B^{n}\to B^{n}} функција идентитета на јединичном n-диску; тј. скуп {\displaystyle B^{n}:=\left\{x\in \mathbb {R} ^{n}:\|x\|\leq 1\right\}}. Нека је {\displaystyle c_{\vec {0}}:B^{n}\to B^{n}} константна функција {\displaystyle c_{\vec {0}}(x):={\vec {0}}} која шаље сваку тачку у почетак. Онда је следећа хомотопија између њих: 
{\displaystyle {\begin{aligned}H:B^{n}\times [0,1]&\longrightarrow B^{n}\\(x,t)&\longmapsto (1-t)x.\end{aligned}}}

## Хомотопска еквиваленција
За дата два тополошка простора X и Y, хомотопска еквиваленција између X и Y је пар непрекидних мапа f : X → Y и g : Y → X, тако да је g ∘ f хомотопна мапи идентитета idX и f ∘ g је хомотопна према idY. Ако такав пар постоји, онда се за X и Y каже да су хомотопски еквивалентни, или истог типа хомотопије. Интуитивно, два простора X и Y су хомотопски еквивалентни ако се могу трансформисати један у други операцијама савијања, скупљања и ширења. Простори који су хомотопијски еквивалентни тачки називају се контрактивним.

### Хомотопска еквиваленција наспрам хомеоморфизма
Хомеоморфизам је посебан случај хомотопске еквиваленције, у којем је g ∘ f једнако мапи идентитета idX (не само хомотопно њој), а f ∘ g  је једнако idY.‍:0:53:00 Дакле, ако су X и Y хомеоморфни онда су хомотопски еквивалентни, али супротно није тачно. Неки примери:
- Чврсти диск је хомотопски еквивалентан једној тачки, пошто се диск може деформисати дуж радијалних линија непрекидно до једне тачке. Међутим, оне нису хомеоморфне, пошто између њих не постоји бијекција (пошто је једно бесконачан скуп, док је друго коначан).
- Мебијусова трака и неуплетена (затворена) трака су хомотопски еквивалентни, пошто се обе траке могу континуално деформисати у круг. Међутим оне нису хомеоморфне.

### Примери
- Први пример хомотопијске еквиваленције је {\displaystyle \mathbb {R} ^{n}} са тачком, означеном {\displaystyle \mathbb {R} ^{n}\simeq \{0\}}. Део који треба проверити је постојање хомотопије {\displaystyle H:I\times \mathbb {R} ^{n}\to \mathbb {R} ^{n}} између {\displaystyle \operatorname {id} _{\mathbb {R} ^{n}}} and {\displaystyle p_{0}}, пројекције {\displaystyle \mathbb {R} ^{n}} на исходиште. Ово се може описати као {\displaystyle H(t,\cdot )=t\cdot p_{0}+(1-t)\cdot \operatorname {id} _{\mathbb {R} ^{n}}}.
- Постоји хомотопска еквиваленција између {\displaystyle S^{1}} (1-сфера) и {\displaystyle \mathbb {R} ^{2}-\{0\}}.
  - Уопштеније, {\displaystyle \mathbb {R} ^{n}-\{0\}\simeq S^{n-1}}.
- Било који сноп влакана {\displaystyle \pi :E\to B} са влакнима {\displaystyle F_{b}} хомотопно еквивалентним тачки има хомотопни еквивалентан укупни и базни простор. Ово генерализује претходна два примера пошто је {\displaystyle \pi :\mathbb {R} ^{n}-\{0\}\to S^{n-1}} сноп влакана са влакнима {\displaystyle \mathbb {R} _{>0}}.
- Сваки векторски сноп је сноп влакана са хомотопијом влакана еквивалентном тачки.
- {\displaystyle \mathbb {R} ^{n}-\mathbb {R} ^{k}\simeq S^{n-k-1}} за било које {\displaystyle 0\leq k<n}, писањем {\displaystyle \mathbb {R} ^{n}-\mathbb {R} ^{k}} као укупан простор снопа влакана {\displaystyle \mathbb {R} ^{k}\times (\mathbb {R} ^{n-k}-\{0\})\to (\mathbb {R} ^{n-k}-\{0\})}, а затим примењујући горње хомотопске еквивалентности.
- Ако је подкомплекс {\displaystyle A} CW комплекса {\displaystyle X} је контрактибилан, онда је количник простора {\displaystyle X/A} хомотопски еквивалент {\displaystyle X}.[9]
- Деформациона ретракција је хомотопска еквиваленција.

### Нулта хомотопија
За функцију f се каже да је нулто-хомотопна ако је хомотопна константној функцији. (Хомотопија од f до константне функције се тада понекад назива нултом хомотопијом.) На пример, мапа f из јединичног круга S1 у било који простор X је нулто-хомотопна управо када се може континуирано проширивати на мапу из јединичног диска D2 у X који се слаже са f на граници.
Из ових дефиниција следи да је простор X контрактибилан ако и само ако је мапа идентитета из X у себе – која је увек хомотопска еквиваленција – нулто-хомотопна.